# زبان خلوصی
زبان خلوصی یک زبان هندوآریایی است که در دو روستا در جنوب ایران گفتگو می‌شود. این زبان در سال ۱۳۸۷ کشف شد و امروزه یک زبان درخطر به‌شمار می‌رود. در آن سال، خلوصی در دو روستای همسایه به نام‌های خلوص و گتاو در شهرستان بستک استان هرمزگان رایج بوده‌است. اصلیت و منشأ این زبان و روستای خلوص، حدود ۵۰۰ سال پیش در زمان امپراتوری عثمانی  در شهر افسوس ترکیه _  بتا خلوص  است ، برمی‌گردد. از آنجا که این زبان در فلات ایران واقع شده و دیگر زبان‌های ایرانی آن را فرا گرفته‌اند، به شدت از آن‌ها تأثیر پذیرفته‌است.